# CFF Tm III (manœuvre)
Les TmIII 901 à 924 constituent une série de 24 locotracteurs diesel-électriques des Chemins de fer fédéraux suisses (CFF), destinés aux manœuvres aux dépôts et aux ateliers et qui furent acquis entre 1958 et 1966. À la suite de l'introduction de la numérotation UIC des véhicules ferroviaires, leur nouvelle désignation est Tm 231.

## Aspects techniques
Les  TmIII furent livrés par la Fabrique suisse de locomotives (SLM) à Winterthour et par Brown Boveri & Cie (BBC) à Baden.
L'indice III correspond à la classe de puissance III, c'est-à-dire entre 200 et 350 CV. Le moteur diesel SLM de type 12 BD 11 entraîne un générateur BBC (modèle GCE 506 B) qui alimente lui-même le moteur de traction monté sur un essieu, le deuxième essieu étant entraîné par des bielles d'accouplement. Du fait de la vitesse maximale relativement basse, les TmIII ne peuvent circuler en ligne par leurs propres moyenset doivent être remorqués. Dans ce dernier cas de figure, ils peuvent circuler à 65 km/h, pour autant que les pignons soient démontés.

## Véhicules similaires livrés à des entreprises privées
Sept véhicules de construction identique furent livrés à des entreprises propriétaires de voies de raccordement. Enfin, un véhicule d'apparence similaire, mais équipé d'un entraînement hydrostatique, fut livré à l'entreprise von Roll en tant que Tm 20 (n° d'usine SLM 4218).

## Machines particulières

### Tmh 2/2 4 «Chappi»
Le Tmh 2/2 4  fut livré en 1962 à la Fabrique de machines de Rüti (de) pour desservir sa propre voie de raccordement. Le h dont la désignation indique qu'il est équipé d'un entraînement à crémaillère (système Riggenbach). D'apparence identique aux TmIII, il est cependant légèrement plus long (6,60 m) et plus léger (26 t). Sa vitesse maximale en adhérence est de 25 km/h, mais tombe à 8 km/h en section à crémaillère.
Le véhicule, surnommé «Chappi», resta dans l'entreprise jusqu'à la fermeture de la voie de raccordement en 1997. Il fut racheté en 2006 par le Rorschach-Heiden-Bahn (aujourd'hui Appenzeller Bahnen) où il porta d'abord la désignation Thm 237 916-2, puis devint finalement Thm 2/2 20. Sa livrée jaune d'origine a été remplacée depuis par les couleurs de la compagnie.
Il est à noter que la désignation actuelle Thm est techniquement erronée. En effet, le h suivant directement la première lettre du véhicule indique que ce dernier ne peut se déplacer qu'en crémaillère. Dans le cas présent, à savoir un véhicule à entraînement mixte adhérence-crémaillère, la dénomination adéquate serait Tmh.

### Taf 200
À la fin de l'année 2017,, les ateliers CFF de Bienne établirent une étude faisabilité portant sur la transformation d'un Tm 231 en véhicule sur batterie. L'objectif principal était d'acquérir les connaissances techniques nécessaires pour la modernisation éventuelle d'autres véhicules par la suite, ainsi que d'assurer une meilleure qualité de l'air à l'intérieur des halles de Bienne.
Ce fut le Tm 904 qui fut choisi comme prototype et en 2019, la modernisation débuta. Après des travaux de serrurerie, une batterie au plomb composée de 160 cellules de 2V – soit 320V DC au total – ainsi que le chargeur ad hoc et un nouveau pupitre de commande furent installés en 2020. Système pneumatique et câblage furent également intégralement refaits. Les premiers essais eurent lieu en 2021 déjà et le 30 octobre de cette même année, le véhicule transformé, désormais numéroté Taf 231 004-3, put rouler par ses propres moyens.
Le Taf 200 conserve sa puissance originale de 100 kW, mais ne pèse plus que 27 t (contre 30 t pour le véhicule d'origine). La vitesse maximale de 30 km/h est maintenue, la force de traction au démarrage est quant à elle de 30 kN. La batterie possède une capacité de 168 kWh, ce qui suffit pour une semaine de service régulier et n'implique donc qu'une seule charge hebdomadaire. Cette dernière, d'une puissance de 25kW maximum, peut se dérouler de nuit. Le moteur à courant continu est quant à lui remplacé par un moteur à courant triphasé.
Destiné à demeurer le seul Tm 231 ainsi transformé, le Taf 200 fut présenté au public lors des portes ouvertes des ateliers CFF de Bienne du 3 et 4 septembre 2022, dans le cadre des 175 ans du Chemin de fer en Suisse. Il est depuis en service dans ces mêmes ateliers.

## État actuel de la série (août 2023)
| Propriétaire d'origine                       | Numéro / surnom                              | Numéro / surnom actuels                      | Numéro d'usine SLM                           | Numéro d'usine BBC                           | Mise en service                              | Statut                                       | Remarques |
| Exemplaires livrés à des entreprises privées | Exemplaires livrés à des entreprises privées | Exemplaires livrés à des entreprises privées | Exemplaires livrés à des entreprises privées | Exemplaires livrés à des entreprises privées | Exemplaires livrés à des entreprises privées | Exemplaires livrés à des entreprises privées | Exemplaires livrés à des entreprises privées                                                                                              |
| -------------------------------------------- | -------------------------------------------- | -------------------------------------------- | -------------------------------------------- | -------------------------------------------- | -------------------------------------------- | -------------------------------------------- | --- |
| BBC Baden                                    | FERDI                                        | Tm 2/2                                       | SLM 4112                                     | BBC                                          | 1953                                         | exposé                                       | Prototype de la série, repris par l'entreprise IZag à Zofingen, puis par Max Baldinger AG,                                                |
| BBC Baden                                    | MAX                                          | 98 85 5 231 000-1                            | SLM 4129                                     | BBC 6003                                     | 1954                                         | véhicule historique                          | Revendu à l'entreprise Kuratle & Jaecker, repris par DSF en 2020                                                                          |
| Papierfabrik Perlen                          | 5                                            |                                              | SLM 4158                                     | BBC                                          | 1956                                         | ferraillé                                    | Revendu en 1993 à Schmutz Acier SA à Orbe, repris en 1998 par les CJ, puis par Stauffer comme réserve de pièces en 2008 avant ferraillage |
| Maschinenfabrik Rüti ZH                      | 4 Chappi                                     | Thm 2/2 20                                   | SLM 4400                                     | BBC                                          | 1962                                         | en service                                   | Depuis 2002 au Rorschach-Heiden-Bahn, ligne reprise en 2006 par les Appenzeller Bahnen                                                    |
| Dreispitz Basel                              | 10 Dreispitz (Ruchfeld dès 1975)             | 98 85 5231 180-1                             | SLM 4438                                     | BBC 6179                                     | 1962                                         | en service                                   | Vendu en 1998 aux CJ, repris en 2019 par SAJET                                                                                            |
| Dreispitz Basel                              | 11 Christoph Merian                          | inconnu                                      | SLM 4439                                     | BBC 6180                                     | 1962                                         | en service                                   | Repris en 1999 par Stadler |
| Dreispitz Basel                              | 12 Paul Speiser                              | 98 85 5231 025-8 Reinhard                    | SLM 4586                                     | BBC 7539                                     | 1966                                         | en service                                   | Repris en 2006 par Stauffer, remotorisé et vendu en 2018 à l'entreprise Marti Tunnelbau AG                                                |
| Dreispitz Basel                              | 13 Ruchfeld (Lukas Burckhardt dès 1975)      | Tm 237 865-1                                 | SLM 4587                                     | BBC 7540                                     | 1966                                         | en service                                   | Repris en 2006 par Stauffer, vendu la même année à l'entreprise Meyerhans Mühlen AG                                                       |
| Jura-Cement                                  | 1                                            | inconnu                                      | SLM 4440                                     | BBC 6183                                     | 1962                                         | en service                                   | À Wildegg |
| Exemplaires livrés aux CFF                   |                                              |                                              |                                              |                                              |                                              |                                              | |
| CFF                                          | 895 / 901 (dès 1962)                         |                                              | SLM 4272                                     | BBC                                          | 1958                                         | ferraillé                                    | Retiré du service en août 2000 |
| CFF                                          | 902                                          |                                              | SLM 4435                                     | BBC                                          | 1962                                         | ferraillé                                    | Repris par Stauffer en 2007 comme réserve de pièces et ferraillé en 2009                                                                  |
| CFF                                          | 903                                          | 98 85 5231 003-5                             | SLM 4436                                     | BBC                                          | 1962                                         | inconnu                                      | Repris par Stauffer en 2013 |
| CFF                                          | 904                                          | 97 85 1 200 904-1                            | SLM 4437                                     | BBC                                          | 1962                                         | en service                                   | Transformé entre 2018 et 2021 en locotracteur sur batteries aux ateliers CFF de Bienne, renommé Taf 200 en conséquence                    |
| CFF                                          | 905                                          |                                              | SLM 4562                                     | BBC                                          | 1965                                         | ferraillé                                    | Retiré du service en novembre 2009 et ferraillé en janvier 2011                                                                           |
| CFF                                          | 906                                          | 98 85 5231 006-8                             | SLM 4563                                     | BBC                                          | 1965                                         | en service                                   | Remotorisé par Stauffer en 2016 avec un moteur Deutz                                                                                      |
| CFF                                          | 907                                          | 98 85 5231 007-6 Patrick                     | SLM 4564                                     | BBC                                          | 1965                                         | en service                                   | Vendu en 2005 à Stauffer |
| CFF                                          | 908                                          | 98 85 5231 008-4                             | SLM 4565                                     | BBC                                          | 1965                                         | en service                                   | À Zürich |
| CFF                                          | 909                                          | 98 85 5231 009-2                             | SLM 4566                                     | BBC                                          | 1965                                         | en service                                   | À Zürich |
| CFF                                          | 910                                          | 98 85 5231 010-0 Greti                       | SLM 4567                                     | BBC                                          | 1965                                         | en service                                   | À Bienne |
| CFF                                          | 911                                          | 98 85 5231 011-8                             | SLM 4568                                     | BBC                                          | 1965                                         | en service                                   | Vendu en 2013 à Stauffer |
| CFF                                          | 912                                          | 98 85 5231 012-6                             | SLM 4569                                     | BBC                                          | 1965                                         | véhicule historique                          | Vendu à Stauffer, puis repris par DSF en 2017                                                                                             |
| CFF                                          | 913                                          | 98 85 5231 013-4                             | SLM 4570                                     | BBC                                          | 1965                                         | en service                                   | Vendu en 2013 à Stauffer |
| CFF                                          | 914                                          |                                              | SLM 4571                                     | BBC                                          | 1965                                         | ferraillé                                    | Retiré du service en juillet 2004 et ferraillé                                                                                            |
| CFF                                          | 915                                          | 98 85 5231 015-9                             | SLM 4572                                     | BBC                                          | 1965                                         | en service                                   | Vendu à Stauffer |
| CFF                                          | 916                                          |                                              | SLM 4573                                     | BBC                                          | 1965                                         | ferraillé                                    | Retiré du service en juillet 1999 et ferraillé                                                                                            |
| CFF                                          | 917                                          | 98 85 5231 017-5                             | SLM 4574                                     | BBC                                          | 1965                                         | en transformation                            | Vendu en septembre 2013 à Stauffer |
| CFF                                          | 918                                          |                                              | SLM 4575                                     | BBC                                          | 1965                                         | inconnu                                      | Retiré du service en septembre 2012 |
| CFF                                          | 919                                          | 98 85 5231 019-1                             | SLM 4576                                     | BBC                                          | 1965                                         | en service                                   | Modernisé en 2011 par Stauffer |
| CFF                                          | 920                                          | 98 85 5231 020-9                             | SLM 4577                                     | BBC                                          | 1965                                         | en service                                   | À Genève |
| CFF                                          | 921                                          | 98 85 5231 021-7                             | SLM 4578                                     | BBC                                          | 1966                                         | en service                                   | À Bienne |
| CFF                                          | 922                                          | 98 85 5237 906-3 Andrin                      | SLM 4579                                     | BBC                                          | 1966                                         | en service                                   | Retiré du service en novembre 2008 et vendu à Stauffer                                                                                    |
| CFF                                          | 923                                          | 98 85 5231 023-3                             | SLM 4580                                     | BBC                                          | 1966                                         | en service                                   | À Bienne |
| CFF                                          | 924                                          | 98 85 5231 024-1                             | SLM 4581                                     | BBC                                          | 1966                                         | à l'arrêt                                    | Apparemment retiré du service en raison d'une avarie moteur                                                                               |

Quelques photos de CFF Tm III
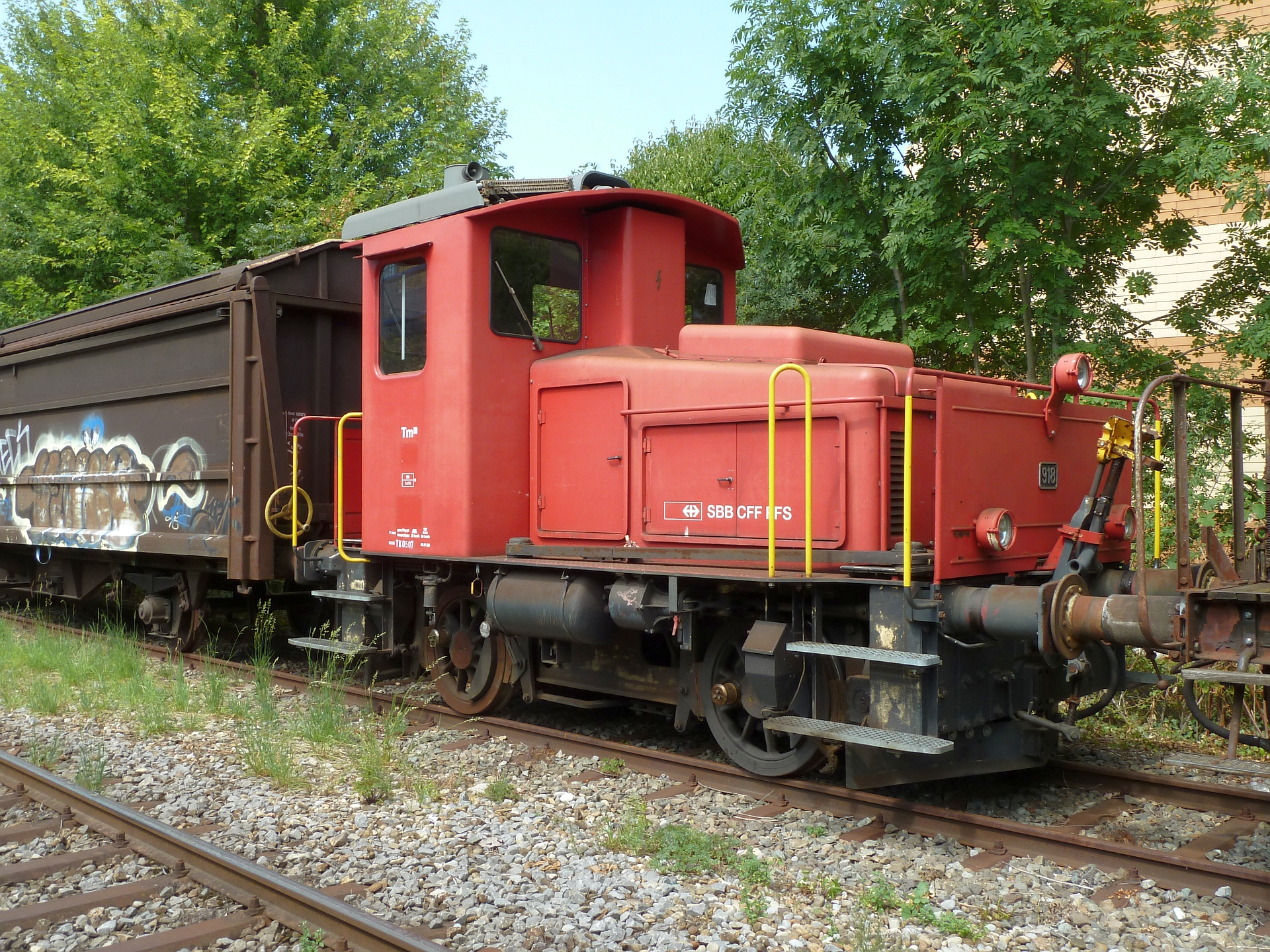
Le Tm 918 à Bienne
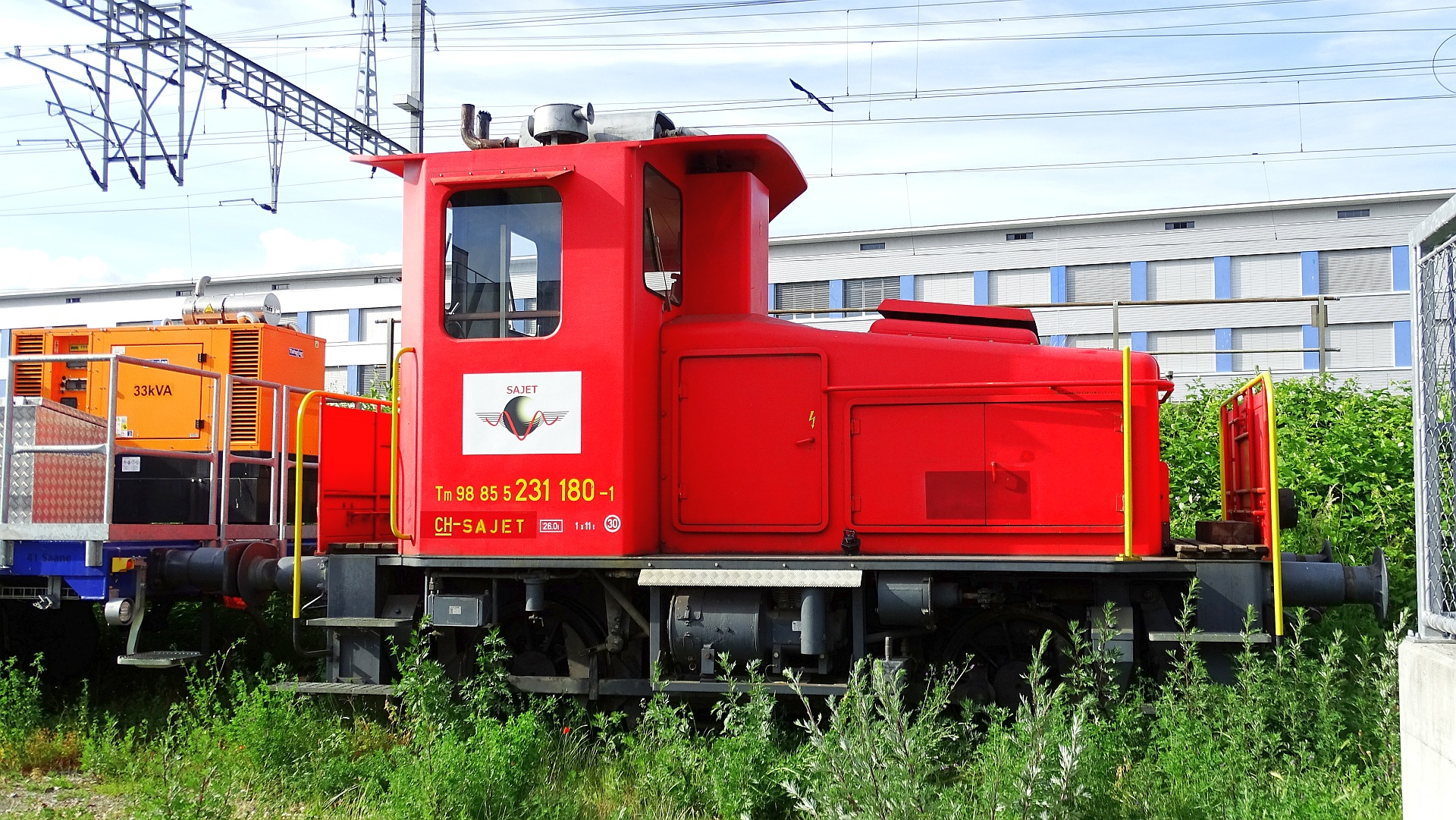
Le Tm 231 180-1 de SAJET
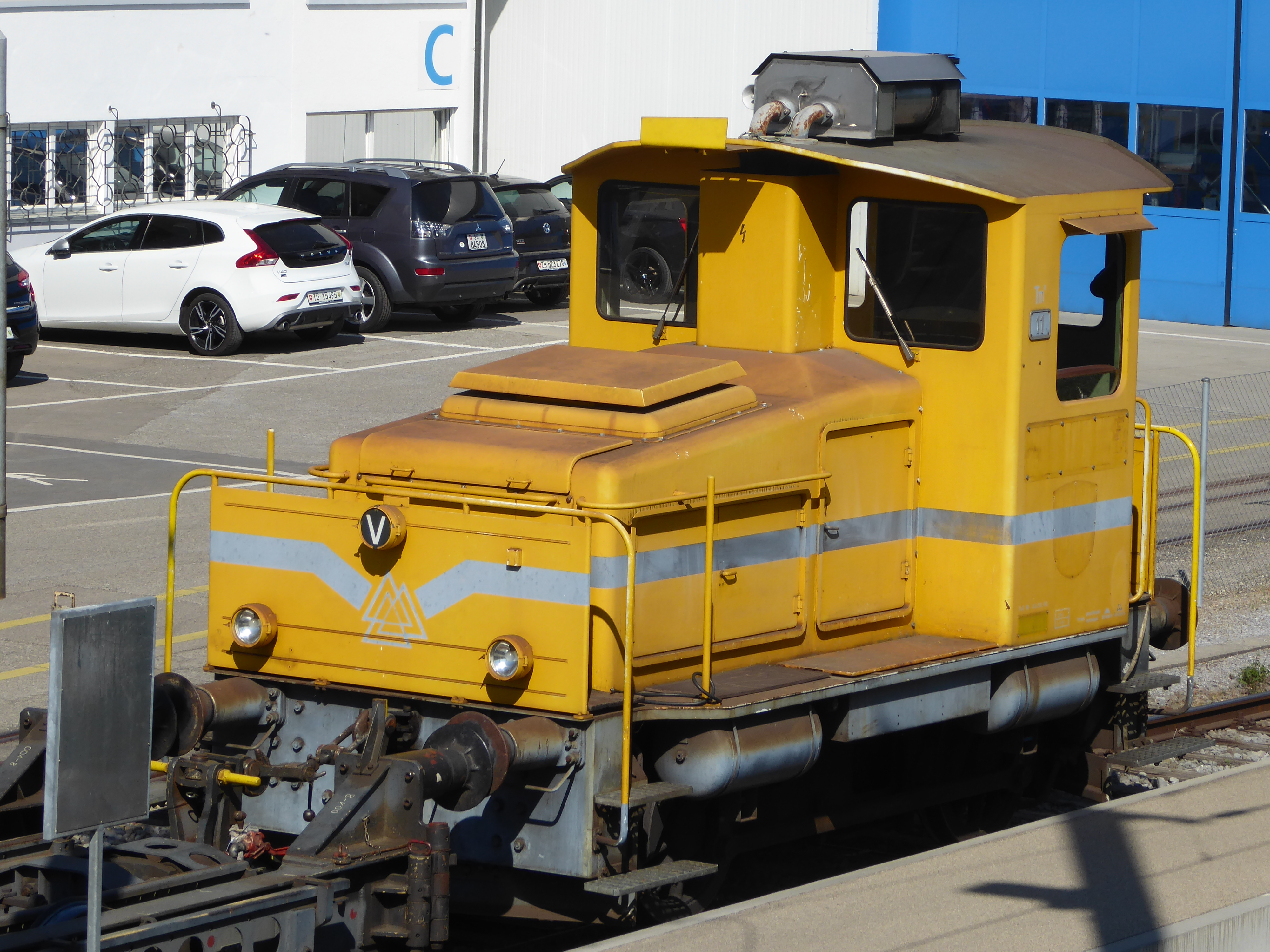
Le Tm 11 de Stadler à Bussnang
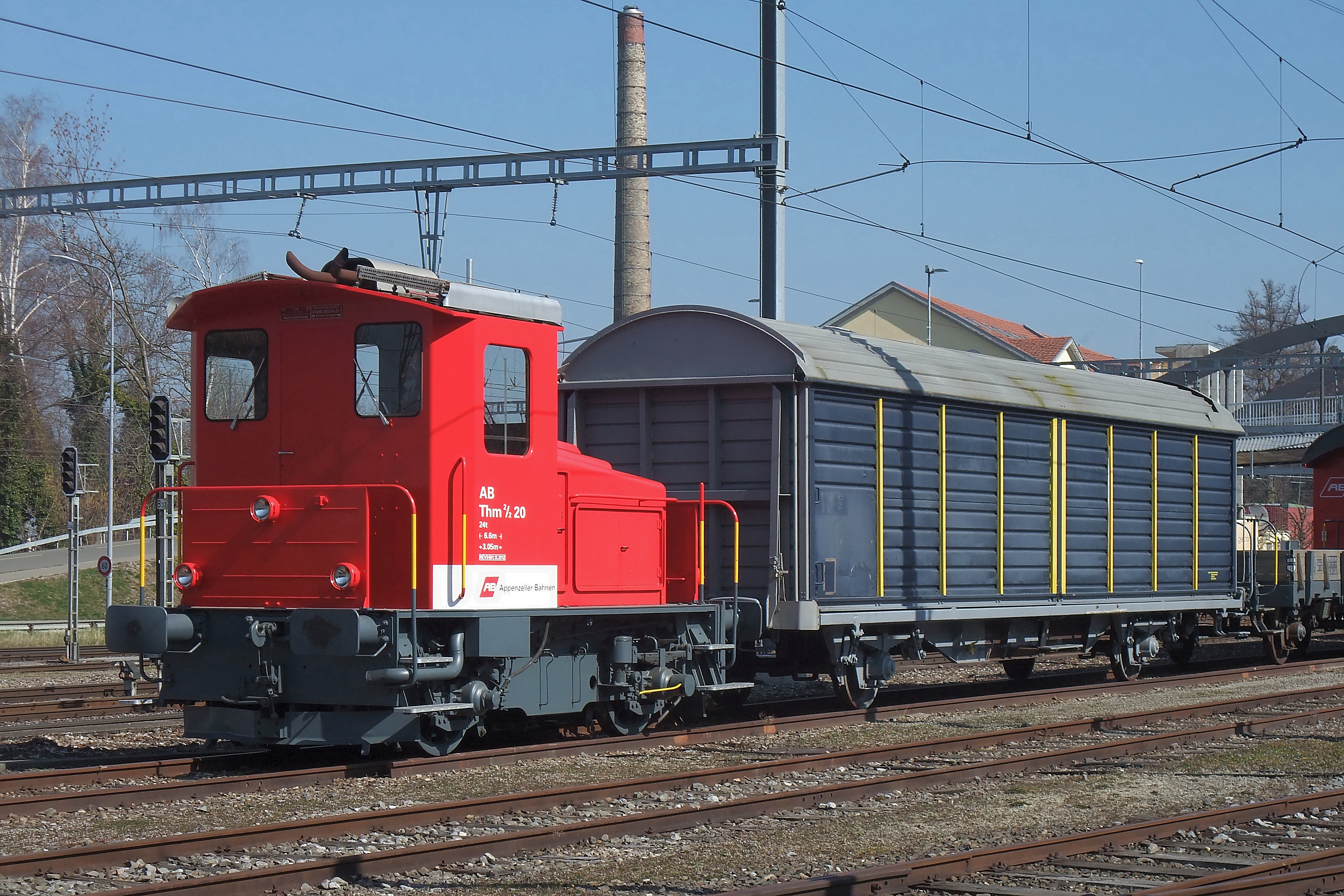
Le Thm 2/2 20 des Appenzeller Bahnen